# Diána és Vilma
A Diána és Vilma (eredeti cím: Daphne & Velma) 2018-ban bemutatott amerikai ifjúsági film, amelyet Suzi Yoonessi rendezett.
A forgatókönyvet Kyle Mack és Caitlin Meares írta. A producerei Ashley Tisdale, Jennifer Tisdale, Amy Kim, Jaime Burke és Suzi Yoonessi. A főszerepekben Sarah Jeffery, Sarah Gilman, Vanessa Marano, Brian Stepanek és Nadine Ellis láthatók. A film zeneszerzője Sasha Gordon. A film gyártója a Blondie Girl Productions, a Lifeboat Productions és a Blue Ribbon Content, forgalmazója a Warner Bros. Home Entertainment. Műfaja misztikus film és filmvígjáték.
Amerikában 2018. május 22-én adták ki DVD-n és Blu-ray-n. Magyarországon az HBO- és az HBO Go mutatta be 2019. június 13-ától.

## Cselekmény
A film a Scooby-Doo című rajzfilmsorozat két női szereplőjének, Diánának és Vilmának a kalandjairól szól, mielőtt összeállt volna a Rejtély Rt. A két lány közös gimibe jár, először ez hozza össze őket, hanem aztán azon kapják magukat, hogy közösen dolgoznak számos diák eltűnésének körülményein.

## Szereplők
| Szereplő                     | Színész         | Magyar hang      |
| ---------------------------- | --------------- | ---------------- |
| Diána Blake                  | Sarah Jeffery   | Mentes Júlia     |
| Vilma Dinkley                | Sarah Gilman    | Staub Viktória   |
| Carol                        | Vanessa Marano  | Eke Angéla       |
| Nedley Blake                 | Brian Stepanek  | Epres Attila     |
| Elizabeth Blake              | Nadine Ellis    | Bognár Gyöngyvér |
| Piper igazgatónő             | Arden Myrin     | Bognár Anna      |
| Tobias Bloom                 | Brooks Forester | Miller Zoltán    |
| Mr. Nussbaum                 | Lucius Baston   | Gémes Antos      |
| Mikayla                      | Courtney Dietz  | Széles Flóra     |
| Ryder                        | Fray Forde      | Baráth István    |
| Griffin                      | Evan Castelloe  | Jakab Márk       |
| Mike                         | Daniel Salyers  | Patkós Márton    |
| Spencer                      | Adam Faison     | Jéger Zsombor    |
| Maggie                       | Mickie Pollock  | Egri Márta       |
| Bloom Fejlesztések narrátora | TBA             | Bertalan Ágnes   |
| Timothy                      | TBA             | Rada Bálint      |
| szégyenbot                   | TBA             | Szalay Csongor   |

### Magyar változat
- Bemondó: Bozai József
- Magyar szöveg: Hanák János
- Hangmérnök: Csomár Zoltán
- Vágó: Simkóné Varga Erzsébet
- Gyártásvezető: Kincses Tamás
- Szinkronrendező: Nikas Dániel
- További magyar hangok: Sipos Eszter Anna, Bozó Andrea, Dér Zsolt